# Diocèse de Pelplin
Le diocèse de Pelplin (en latin : Dioecesis Pelplinensis) est un diocèse catholique de Pologne de la province ecclésiastique de Gdańsk dont le siège est situé à Pelplin, dans la voïvodie de Poméranie. L'évêque actuel est Ryszard Kasyna, depuis 2012. 

## Historique
Le diocèse de Chełmno a été créé le 29 juillet 1243. Pendant près de 580 ans, la capitale du diocèse a été Chełmża. Le 16 juillet 1821, le pape Pie VII, avec la bulle De salute animarum, a agrandi le diocèse de Chełmno et a déplaçé le siège du diocèse de Chełmża à Pelplin. Le diocèse de Chełmno a perdu des paroisses au profit de l'administration apostolique de Gdańsk, en 1922, et de l'administration apostolique de Tütz, en 1923.
Le pape Jean-Paul II a réorganisé l'administration de l'Église en Pologne avec la bulle Totus Tuus Poloniae populus. Le diocèse de Chełmno a perdu des paroisses pour créer le diocèse d'Elbląg et le diocèse de Toruń. Le diocèse de Pelplin a alors été créé en changeant le nom du diocèse de Chełmno. Il devient suffragant de l'archidiocèse de Gdańsk. Le diocèse a perdu des paroisses pour créer le diocèse de Bydgoszcz, le 24 février 2004.

## Églises importantes du diocèse
- L'église de l'Assomption-de-la-Bienheureuse-Vierge Marie (en polonais : Bazylika katedralna Wniebowzięcia Najświętszej Maryi Panny) est la cathédrale du diocèse et de Pelplin.

- Basiliques mineures :
  - Basilique de la Décollation-de-Saint-Jean-Baptiste (en polonais : Bazylika Ścięcia Świętego Jana Chrzciciela) de Chojnice,
  - Basilique de l'Assomption-de-la-Bienheureuse-Vierge-Marie (en polonais : Bazylika Wniebowzięcia Najświętszej Maryi Panny) de Koronowo.

## Évêques
- Jan Bernard Szlaga, du 25 mars 1992 jusqu'à sa mort le 25 avril 2012,
- Ryszard Kasyna, depuis le 27 octobre 2012.

- Évêques auxiliaires
  - Piotr Krupa, du 25 mars 1992 jusqu'au 15 septembre 2011,
  - Wiesław Śmigiel, depuis le 24 mars 2012 jusqu'au 11 novembre 2017.